# Cleveland Township (comté de Whitley)
Pour les articles homonymes, voir Cleveland (homonymie).
Cleveland Township est l'un des neuf townships (canton) dans le comté de Whitley en Indiana aux États-Unis. Lors du recensement de 2010, il avait une population de 3 398 habitants.

## Géographie
Selon le recensement de 2010, Cleveland Township s'étend sur 127 km2. Il comprend le bourg de South Whitley.

## Démographie
Lors du recensement de 2010, Cleveland Township avait une population de 3 398 habitants.

## Annexe